# Фрейташ, Жозе Висенте де
 Жозе Висенте де Фрейташ  (вариант орфографии  Жозе Висенти ди Фрейташ  передаёт бразильское произношение, порт.  José Vicente de Freitas , 22 января 1869, Кальета, Мадейра, Португалия — 6 сентября 1952, Лиссабон, Португалия) — португальский военный деятель, учёный и политик, премьер-министр Португалии в 1928 — 1929 годах.

## Биография
Жозе Висенте де Фрейташ  родился 22 января 1869 года в Кальета, Мадейра, в семье Жозе Жуакина де Фрейташа (порт.  José Joaquim de Freitas) и Софии Амелии де Франса (порт.  Sofia Amélia de França).

### Военная карьера
Окончив среднюю школу в Кальете и колледж в Фуншале, Жозе Висенте де Фрейташ выбрал карьеру военного и был направлен на обучение в Лиссабон. Он учился в Военном колледже, Военной академии, Королевском колледже Нобре, Королевской академии фортификации, артиллерии и картографии и в Политехнической школе. В 1891 году получил звание лейтенанта. Помимо дальнейшей службы в армии, Фрейташ внёс большой вклад в развитие португальской картографии, преподавал в Национальной школе и в Военном колледже, был автором ряда учебников. С 1895 года преподавал в Военной школе. В чине капитана Жозе Висенте де Фрейташ принял участие в революционных событиях 5 октября 1910 года, приведших к падению монархии. В том же 1910 году Фрейташ опубликовал «План Лиссабона с указанием всех улучшений, произведённых или планируемых в городе» (порт.  Planta de Lisboa com todos os melhoramentos feitos e projectados na cidade). С 22 февраля по 14 мая 1914 года он был гражданским губернатором района Фуншала, затем служил в Генеральном штабе, командовал воинскими частями и занимал технические должности в командовании сухопутными силами Португалии. После того, как в 1916 году Португалия вступила в Первую мировую войну майор Фрейташ был назначен заместителем командира одной из португальских пехотных бригад во Франции и в 1917 году получил звание подполковника. После возвращения на родину Жозе Висенте де Фрейташ был назначен директором Национальной школы и с 28 апреля 1918 года являлся депутатом Национальной ассамблеи от Мадейры.

### Карьера после Национальной революции
В мае 1925 года полковник Жозе Висенте де Фрейташ поддержал консервативное движение военных, приведшее к падению Первой республики и получившее название Национальной революции. Он был одним из лидеров группы консервативных республиканцев, возглавляемой бывшим командующим португальским экспедиционным корпусом в Европе генералом Фернанду Тамагнини, скончавшимся в 1924 году. В июне 1926 года месте с Антониу Озориу, Пештаной Лопешем и Ферейрой Мартиншем Фрейташем встал на сторону маршала Ошкара Кармоны и в июле 1926 года, когда тот окончательно захватил власть, был назначен председателем городского совета (мэром) португальской столицы. В августе 1927 года маршал Кармона назначил Фрейташа министром внутренних дел в своём втором правительстве. В связи с этим назначением в сентябре того же года полковник оставил пост мэра Лиссабона. В 1928 году Жозе Висенте де Фрейташ получил звание генерала.

### Премьер-министр
В марте 1928 года маршал Кармона был официально избран президентом Португалии и оставил пост главы правительства. В поисках нового премьер-министра он остановился на кандидатуре генерала Фрейташа, который 18 апреля 1928 года сформировал правительство, в котором также временно занял пост министра финансов. Через шесть дней, 27 апреля по настоянию Кармоны министром финансов был назначен профессор Университета Коимбры Антониу ди Оливейра Салазар, предлагавший свои пути выхода страны из тяжёлого финансового и экономического кризиса. С этого момента его роль постоянно возрастала, а деятельность правительства теперь была ориентирована на реализацию планов экономической стабилизации. В мае по предложению Салазара правительство особым декретом провело бюджетную реформу и запретило любые финансовые расходы без разрешения министерства финансов. Опубликованный 1 августа 1928 года бюджет страны был бездефицитным и даже имел существенный профицит. Однако политическая нестабильность сохранялась: продолжались трения внутри правящей военной группировки, против политики Салазара выступала политическая оппозиция внутри страны и в эмиграции, 20 июля произошло восстание 7-го егерского полка в замке Сан-Жорже в Лиссабоне, подавленное властями. В ноябре Фрейташ сформировал новый кабинет. При поддержке командующего 1-м военным округом генерала Франсишку Кравейру Лопеша Салазар к концу года после ряда перестановок усилил свои позиции в правительстве, однако большинство министров продолжали оставаться «висентистами» и поддерживали премьера. Финансовые реформы продолжались и в 1929 году, несмотря на то, что в мае Салазар сломал ногу и руководил экономикой страны из больничной палаты госпиталя Троицы ордена францисканцев. В этот период его роль была уже настолько велика, что конфликт между министром финансов и министром юстиции Мариу де Фигейреду, разрешившим католические шествия и колокольный звон, привели к падению кабинета генерала Фрейташа.

### После отставки. Новый конфликт с Салазаром
8 июля 1929 года генерал Фрейташ оставил пост премьер-министра и вернулся к обязанностям мэра Лиссабона. Он также занял высокие посты в армии, став членом Высшего военного трибунала и Верховного совета воинской дисциплины. Фрейташ не оставил политику и стремился объединить сторонников Национальной революции против нового курса. Он был одним из организаторов Национальной лиги 28 мая и вместе с подполковником Пештаной де Васконселушем по образцу Патриотического союза испанского диктатора Мигеля Примо де Ривера основал Национальный республиканский союз. Однако серьёзного влияния эти организации не имели.
12 февраля 1933 года в газете «O século» генерал Жозе Висенте де Фрейташ опубликовал открытое письмо к маршалу Кармоне, в котором возражал против проекта новой Конституции предложенного Салазаром, Кирину де Жезушем и Марселу Каэтану. Он протестовал против превращения Национального союза в единственную политическую партию, члены которой «будут составлять привилегированную касту, которая срастётся с государством» (порт.  seus aderentes constituiriam uma casta privilegiada que pretenderia confundir-se com o Estado). Фрейташ обвинил Салазара в намерении «закрыть» начатое в 1926 году движение военных в защиту Республики и демократии и утверждал, что по-настоящему сильному государству не страшна свобода мысли («Если государство по-настоящему сильно, мысль не может не быть свободной» — порт.  se o Estado tem realmente de ser forte, o pensamento não pode deixar de ser livre). 15 февраля 1932 года Салазар ответил на это заявление официальной нотой и вскоре Фрейташ был снят с поста мэра Лиссабона и вернулся к армейской службе. С 1935 года до выхода на пенсию в 1939 году он был командиром Военной школы.
Жозе Висенте де Фрейташ скончался 6 сентября 1952 года в Лиссабоне.

## Частная жизнь
Жозе Висенте де Фрейташ был женат на Марии Беатриш Нету (порт.  Maria Beatriz Neto, род ок. 1870).